# Tito Julio Máximo Manliano
Tito Julio Máximo Manliano Broco Serviliano (en latín Titus Julius Maximus Manlianus Brocchus Servilianus) fue un senador romano que vivió a finales del siglo I y principios del siglo II, y que desarrolló su cursus honorum bajo los emperadores Domiciano, Nerva, Trajano, y Adriano. Su nombre completo era Titus Julius Maximus Manlianus Brocchus Servilianus Aulus Quadronius Lucius Servilius Vatia Cassius.

## Carrera política
La primera parte del cursus honorum de Manliano se conoce por una inscripción encontrada en Nemausus, erigida para reconocer que era el patrón de Calagurritanus en Hispania Citerior. Comenzó su carrera pública como uno de los decemviri stlitibus judicandis, una de los cuatro cargos de magistrados menores que componen el vigintivirato; este comité estaba adscrito al tribunal de justicia de Centumviral. Su siguiente oficio documentado fue sevir equitum Romanorum un puesto cuya misión era la revisión anual de los équites en Roma. Posteriormente Manliano fue comisionado como tribuno militar de la Legio V Macedonica. Mientras estaba asignado a esta unidad, Manliano participó en alguna campaña militar, ya que se le concedió una dona militaria; Valerie Maxfield, en su monografía sobre condecoraciones militares del Imperio Romano, opina que Manliano había participado en la Guerra Dacia de Domiciano. Mientras que la V Macedonica estuvo estacionada en Siria durante el reinado de Domiciano, fue desplegada, ya sea la unidad completa o una Vexillatio, en Oescus en el año 81, donde reemplazó a la Legio III Gallica. Su servicio como tribuno militar fue seguido por su mandato como cuestor, que ejerció en la Hispania Bética,  con lo cual lo habilitaba para ser inscrito en el Senado por adlectio, tras lo cual Manliano avanzó a través de las tradicionales magistraturas republicanas de edil curul y pretor.
Una vez finalizado su mandato como pretor, Manliano fue nombrado juridicus en la Hispania Tarraconensis; y fue probablemente durante este período cuando empezó a formar su red de conexiones que lo llevaron a patrocinar a los calagurritanos. A continuación, fue nombrado de legado o comandante de dos legiones, la Legio I Adiutrix, y luego la Legio IV Flavia Felix. El mando sucesivo de dos legiones era poco común en la época imperial; Anthony Birley ha compilado una lista de casos conocidos, que totaliza en treinta y tres hombres. Maxfield explica que las exigencias de las guerras dacias de Trajano fueron la razón de los sucesivos mandos militares de Manliano. Aquí la inscripción de Nemausus termina su relato; por un diploma militar, sabemos que Manliano fue nombrado gobernador de la recién creada provincia imperial de Panonia Inferior; Werner Eck fecha su mandato desde el año 107 hasta el año 111.
Después de eso, fue cónsul sufecto para el nundinium de julio a septiembre del 112 y como colega tuvo a Publio Estertinio Cuarto.